# دونگه پونوشوتسه
دونگه پونوشوتسه (به صربی: Donje Punoševce) یک منطقهٔ مسکونی در صربستان است که در ناحیه پچینیا واقع شده‌است. دونگه پونوشوتسه ۲۱ نفر جمعیت دارد.